# 한국전 참전 기념비 (런던)

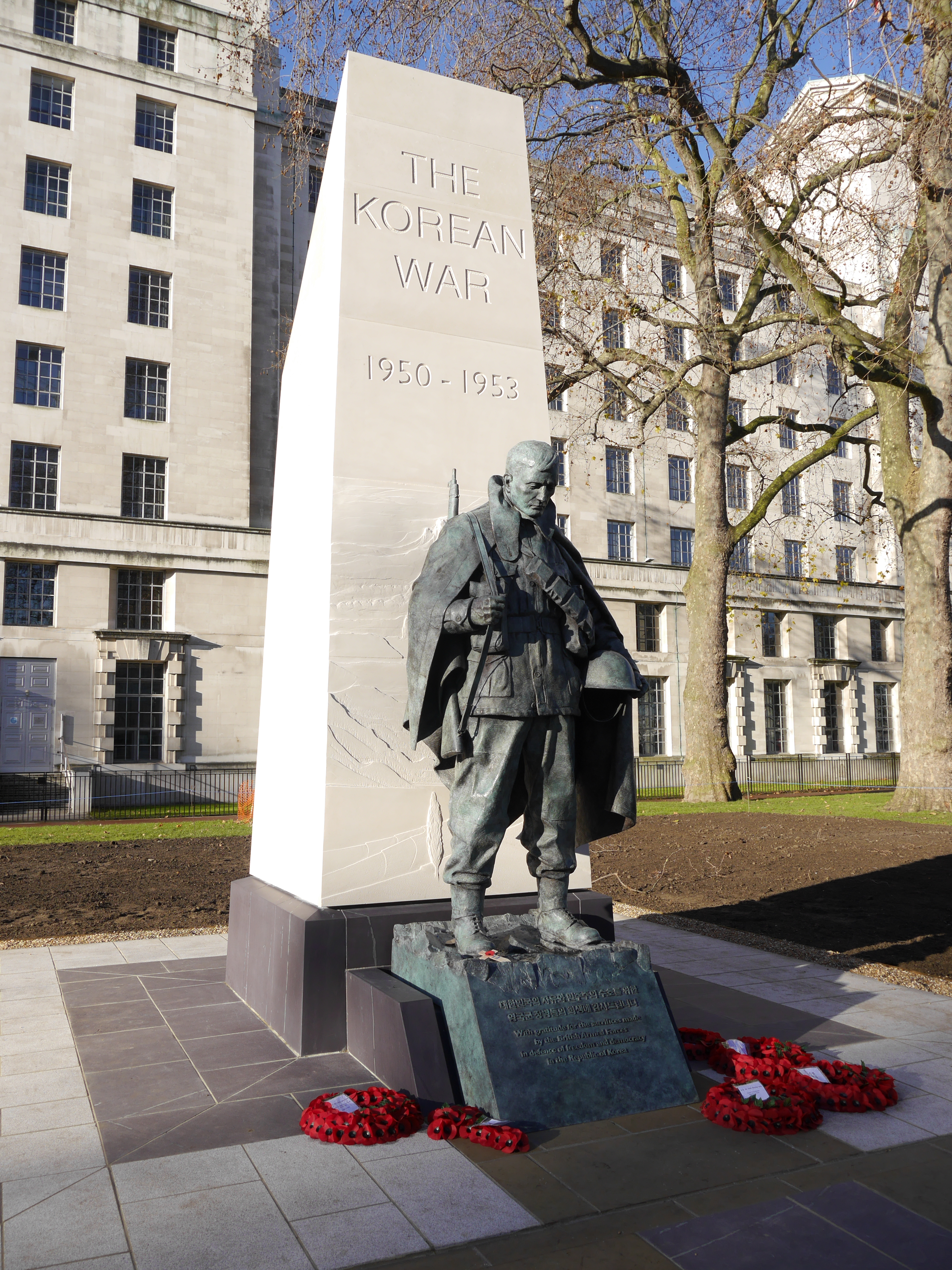
한국전 참전 기념비

한국전 참전 기념비(韓國戰 參戰 紀念碑, Korean War Memorial)는 한국 전쟁에 참전한 영국군을 기념하기 위한 기념비로 잉글랜드 런던 빅토리아 엠뱅크먼트 가든에 있다.

## 역사
2014년 12월 3일 템스강변에서 기념비 준공식이 열렸다. 영국 국방부 청사 앞에 있으며 런던 지하철 임뱅크먼트 역(Embankment tube Station)에서 템즈강변 도로(A3211)를 따라 도보로 3분 거리에 있다.

## 같이 보기
- 재한유엔기념공원